# Dalerpeel
Dalerpeel (Drents: Daolerpeel) is een dorp in de Nederlandse provincie Drenthe. Het maakt deel uit van de gemeente Coevorden.

## Geschiedenis
Dalerpeel is een veenkolonie, ontstaan na ontginning van het veengebied in het westen van de voormalige gemeente Dalen, waar Dalerpeel tot de gemeentelijke herindeling op 1 januari 1998 deel van uitmaakte. In de omgeving van het dorp zijn nog een groot aantal kleine en grotere hoogveengebieden te vinden, die inmiddels zeldzaam zijn in Nederland. In dit natuurgebied, dat ook bekendstaat als 'Dalerpeel' komen bijzondere planten- en diersoorten voor.

## Voorzieningen
In het dorp staat een modern Nederlands Hervormd kerkgebouw en de protestants-christelijke basisschool Willem-Alexander. Ook beschikt het over sportvelden voor voetbalvereniging NKVV en een touwtrekvereniging en een ijsbaan die ook als kraamkamer fungeert voor verscheidene kikkersoorten. Daarnaast zijn er een onder meer een vogelvereniging, een koersbalclub en een volleybalvereniging.
Op het gebied van onderwijs en economie is er een sterke band met Coevorden. Tegenwoordig werken veel mensen in de plaatselijke industrie daar. Maar verder zijn de regio's Hoogeveen en Emmen werkgebieden van veel inwoners van Dalerpeel.
Sinds 2007 staat in Dalerpeel de nieuw gebouwde multifunctionele accommodatie "Het Spectrum" die onder andere onderdak biedt aan Dorpshuis De Breiberg, de Willem-Alexanderschool en een peuterspeelzaal. 
Plaatsen: Aalden · Achterste Erm · Benneveld · Coevorden · Dalen · Dalerpeel · Dalerveen · De Kiel · Diphoorn · Eldijk · Erm · Gees · Geesbrug · 't Haantje · Holsloot · Langerak · Meppen · Nieuwe Krim · Nieuwlande (deels) · Noord-Sleen · Oosterhesselen · Schoonoord · Sleen · Steenwijksmoer · Stieltjeskanaal · Veenhuizen · Wachtum · Wezup · Wezuperbrug · Zweeloo · Zwinderen

Overige: Ballast · De Haar · De Mars · Den Hool · Kibbelveen · Klooster · Padhuis · Pikveld · Schimmelarij · Vlieghuis · Weijerswold

Drenthe: Steden en dorpen      Nederland: Provincies · Gemeenten